# Linha do Sabor
| Streckenlänge: | 105,3 km            |                                  |                                  |
| Spurweite: | 1000 mm (Meterspur) |                                  |                                  |
| |                     |                                  |                                  |
| \| \| \| Linha do Douro von Porto \| \| \| \| 0,0 \| Pocinho \| Pocinho \| \| \| \| Linha do Douro nach Barca d’Alva \| \| \| \| \| Douro \| \| \| \| \| Gricha \| \| \| \| 12,3 \| Moncorvo \| Moncorvo \| \| \| 16,4 \| Larinho \| Larinho \| \| \| 22,6 \| Carvalhal \| Carvalhal \| \| \| 25,4 \| Felgar \| Felgar \| \| \| 30,8 \| Mós \| Mós \| \| \| 32,8 \| Fonte do Prado \| Fonte do Prado \| \| \| 33,4 \| Carviçais \| Carviçais \| \| \| 39,1 \| Macieirinha \| Macieirinha \| \| \| 42,3 \| Freixo de Espada à Cinta \| Freixo de Espada à Cinta \| \| \| 47,0 \| Fornos \| Fornos \| \| \| 49,3 \| Lagoaça \| Lagoaça \| \| \| 58,7 \| Bruçó \| Bruçó \| \| \| 68,8 \| Vilar de Rei \| Vilar de Rei \| \| \| 72,5 \| Mogadouro \| Mogadouro \| \| \| 78,0 \| Variz \| Variz \| \| \| 81,5 \| Sanhoane (Mogadouro) \| Sanhoane (Mogadouro) \| \| \| 88,3 \| Urrós (Mogadouro) \| Urrós (Mogadouro) \| \| \| 94,0 \| Sendim \| Sendim \| \| \| 99,7 \| Fonte de Aldeia \| Fonte de Aldeia \| \| \| 105,3 \| Duas Igrejas (Miranda do Douro) \| Duas Igrejas (Miranda do Douro) \| |                     |                                  |                                  |
| Strecke |                     | Linha do Douro von Porto         | Linha do Douro von Porto         |
| Kopfbahnhof Strecke ab hier außer Betrieb | 0,0                 | Pocinho                          | Pocinho                          |
| Abzweig geradeaus und nach rechts (Strecke außer Betrieb) |                     | Linha do Douro nach Barca d’Alva | Linha do Douro nach Barca d’Alva |
| Brücke über Wasserlauf (Strecke außer Betrieb) |                     | Douro                            | Douro                            |
| Dienststation / Betriebs- oder Güterbahnhof (Strecke außer Betrieb) |                     | Gricha                           | Gricha                           |
| Bahnhof (Strecke außer Betrieb) | 12,3                | Moncorvo                         | Moncorvo                         |
| Haltepunkt / Haltestelle (Strecke außer Betrieb) | 16,4                | Larinho                          | Larinho                          |
| Haltepunkt / Haltestelle (Strecke außer Betrieb) | 22,6                | Carvalhal                        | Carvalhal                        |
| Haltepunkt / Haltestelle (Strecke außer Betrieb) | 25,4                | Felgar                           | Felgar                           |
| Haltepunkt / Haltestelle (Strecke außer Betrieb) | 30,8                | Mós                              | Mós                              |
| Haltepunkt / Haltestelle (Strecke außer Betrieb) | 32,8                | Fonte do Prado                   | Fonte do Prado                   |
| Bahnhof (Strecke außer Betrieb) | 33,4                | Carviçais                        | Carviçais                        |
| Haltepunkt / Haltestelle (Strecke außer Betrieb) | 39,1                | Macieirinha                      | Macieirinha                      |
| Bahnhof (Strecke außer Betrieb) | 42,3                | Freixo de Espada à Cinta         | Freixo de Espada à Cinta         |
| Haltepunkt / Haltestelle (Strecke außer Betrieb) | 47,0                | Fornos                           | Fornos                           |
| Bahnhof (Strecke außer Betrieb) | 49,3                | Lagoaça                          | Lagoaça                          |
| Bahnhof (Strecke außer Betrieb) | 58,7                | Bruçó                            | Bruçó                            |
| Haltepunkt / Haltestelle (Strecke außer Betrieb) | 68,8                | Vilar de Rei                     | Vilar de Rei                     |
| Bahnhof (Strecke außer Betrieb) | 72,5                | Mogadouro                        | Mogadouro                        |
| Bahnhof (Strecke außer Betrieb) | 78,0                | Variz                            | Variz                            |
| Haltepunkt / Haltestelle (Strecke außer Betrieb) | 81,5                | Sanhoane (Mogadouro)             | Sanhoane (Mogadouro)             |
| Haltepunkt / Haltestelle (Strecke außer Betrieb) | 88,3                | Urrós (Mogadouro)                | Urrós (Mogadouro)                |
| Bahnhof (Strecke außer Betrieb) | 94,0                | Sendim                           | Sendim                           |
| Haltepunkt / Haltestelle (Strecke außer Betrieb) | 99,7                | Fonte de Aldeia                  | Fonte de Aldeia                  |
| Kopfbahnhof Streckenende (Strecke außer Betrieb) | 105,3               | Duas Igrejas (Miranda do Douro)  | Duas Igrejas (Miranda do Douro)  |

Die Linha do Sabor war eine schmalspurige Eisenbahnstrecke in Portugal, die zwischen den Bahnhöfen Pocinho an der Linha do Douro und Duas Igrejas bei Miranda do Douro verlief. Vom Zeitpunkt ihrer kompletten Fertigstellung (1938) bis zu ihrer Schließung (1988) war sie fünfzig Jahre in Betrieb.

## Geschichte

### Planung und Bau

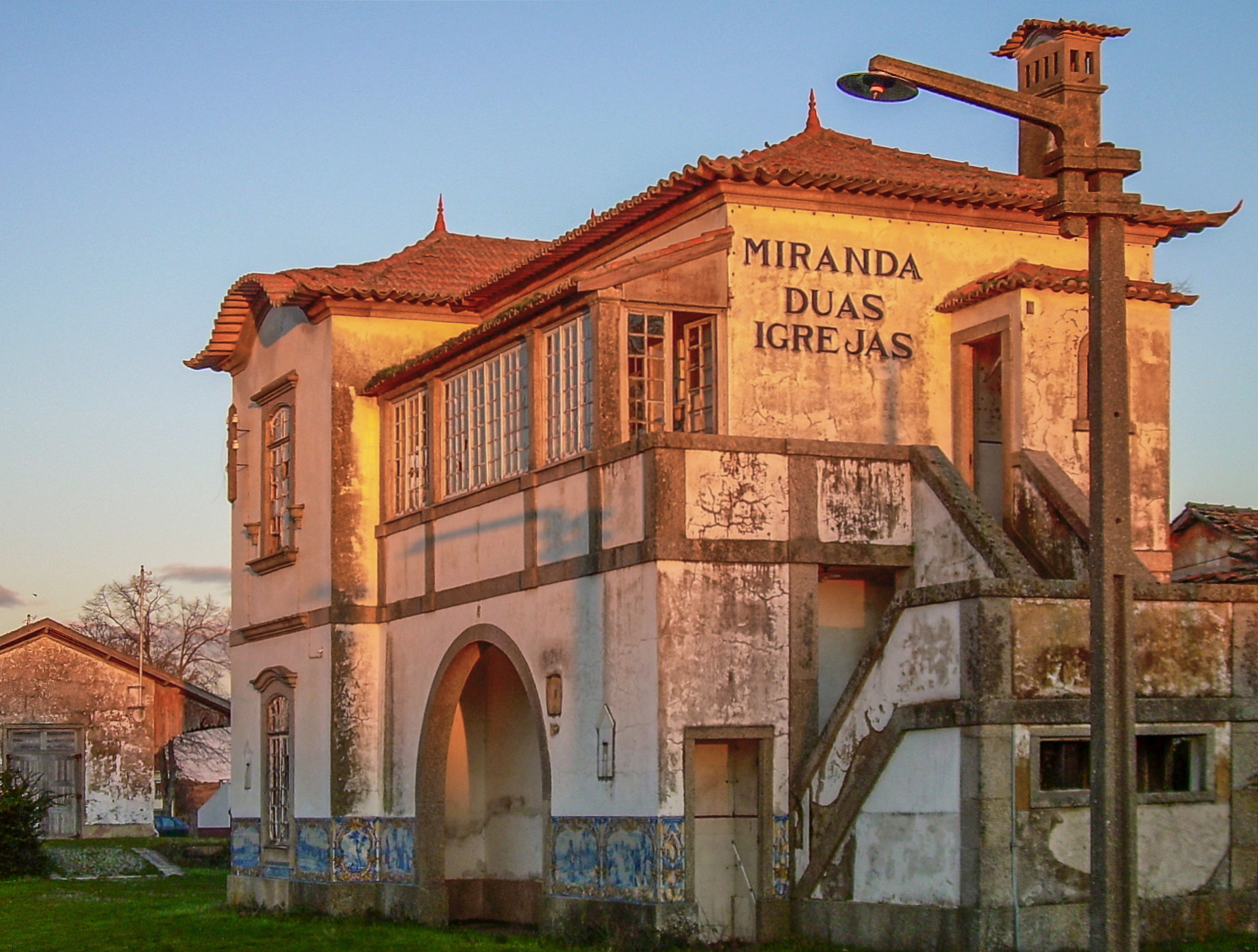
Historische Bahnstation Duas Igrejas (Miranda do Douro), heute stillgelegt

Durch einen Beschluss der portugiesischen Regierung vom 1. Juli 1903 begann im Auftrag des Ministers für öffentliche Bauten, Conde de Paçô Vieira, die Planung für den Bau einer Verbindung von der Linha do Douro in den Kreis Miranda do Douro, der vor allem für seine Bodenschätze (Eisenminen um Torre de Moncorvo und Marmor- und Alabastervorräte) bekannt war und bisher nur schlecht erschlossen war. Zudem war ein grenzüberschreitender Eisenbahnverkehr in die spanische Provinz Zamora angedacht. Plan war es auch, die Eisenbahnstrecke in iberischer Breitspur zu bauen, da im Falle einer Schmalspurbahn aufwändige Verladungen im Bahnhof von Pocinho notwendig gewesen wären.
Zum 15. November 1903 erhielt die staatliche Eisenbahngesellschaft Companhia de Caminhos de Ferro do Estado das Baurecht für die Strecke, so dass die Bauarbeiten daraufhin begannen. Die Eisenbahngesellschaft sprach sich den Bau der Strecke in Meterspur auf, da die Topographie nicht für eine Breitspurstrecke geeignet gewesen sei. Das portugiesische Militär unterstützte dies aufgrund der Grenznähe ebenso. Nach zahlreichen Diskussionen zwischen der Staatseisenbahn und verschiedenen Regierungsstellen – es waren auch Kompromisse, wie eine doppelspurige Strecke bis zu den Minen angedacht –, einigten sich die Beteiligten die gesamte Strecke in Schmalspur anzulegen. Die transmontinische Topographie war es dann auch, die den Bau erheblich beeinträchtigten. Allein für den Bau der Eisenbahnbrücke über den Douro vergingen fünf Jahre, so dass diese erste 1909 fertiggestellt werden konnte. Das erste Stück der Strecke, zwischen Pocinho und Carviçais wurde am 17. September 1911 eröffnet.
Aber auch im weiteren Bauverlauf war der Strecke kein Glück beschieden. Die Bauarbeiten benötigten insgesamt 34 Jahre, besonders die Gründung der Republik 1910 und der darauf begonnene Erste Weltkrieg beeinträchtigten die wirtschaftliche Lage Portugals und damit auch das Geld für derlei aufwendige Bauten. Zudem strich die Regierung dem Projekt 1928 finanzielle Mittel in Höhe 900.000 portugiesischer Escudos, um diese für den Bau der Eisenbahnstrecke nach Tomar. Dies hatte zur Folge, dass die Strecke nie ihr eigentliches Ziel, die Kreisstadt Miranda do Douro, erreichte, sondern 12 Kilometer davor in Duas Igrejas endete. Das Streckenstück Carviçais–Lagoaça folgte am 6. Juli 1927, Lagoaça–Mogadouro am 1. Juni 1930 und das abschließende Stück  zwischen Mogadouro und Duas Igrejas am 22. Mai 1938.

### Betrieb und Einstellung
Den Betrieb der Strecke vergab die portugiesische Regierung zum 27. März 1927 an die Companhia dos Caminhos de Ferro Portugueses, die zum 11. März 1928 wiederum eine Unterkonzession an Companhia Nacional de Caminhos de Ferro  vergab.  Mit der Zusammenführung aller portugiesischen Eisenbahngesellschaft zur Caminhos de ferro Portugueses übernahm diese den Betrieb auf der Strecke. Die Bevölkerung stand der Eisenbahn eher skeptisch gegenüber, was sich besonders an einem Vorfall vom 7. Oktober 1925 zeigt, bei dem ein mit Dünger beladener Zug angeschossen wurde und der von Lagoaça besetzt wurde.
Von 1932 bis 1972 wurde die Bahn auch für den Postverkehr in die Region genutzt. Des Weiteren war die Eisenbahnstrecke für den weiteren Warentransport für die Region von Bedeutung, unter anderem wurden Orangen, Kirschen, Dünger, Backwaren und Souvenirs des Jesus von Cartolinha befördert.
Nach fünfzig Jahren endete der Verkehr auf der Strecke zum 1. August 1988 aufgrund von Sparmaßnahmen der portugiesischen Regierung.
Mittlerweile ist die Strecke vollständig abgebaut und zu einem Radweg umgebaut.

### Zukunft
Derzeit gibt es Spekulationen um die Wiedereröffnung der Strecke zwischen Pocinho und Torre de Moncorvo, da das Unternehmen Rio Tinto am Abbau der Minas de Moncorvo interessiert ist. Die restliche Strecke soll zu einem touristischen Fahrradweg („Ciclovia“) umgebaut werden. Allerdings besteht an der kombinierten Weg- und Eisenbahnbrücke über den Douro in Pocinho Einsturzgefahr; die Brücke ist aus Sicherheitsgründen für jegliches Betreten gesperrt.